# Liste der denkmalgeschützten Objekte in Zálužice
Grundlage dieser Liste der denkmalgeschützten Objekte in Zálužice ist die ÚSKP-Liste (Ústřední seznam kulturních památek České republiky, deutsch Zentrale Liste der Kulturdenkmäler der Tschechischen Republik), die von der tschechischen Denkmalschutzbehörde NPÚ (Národní památkový ústav, deutsch Nationale Denkmalbehörde) seit 1987 geführt wird und an die seit dem Jahr 1850 geschaffenen Listen anschließt.

## Denkmalgeschützte Objekte in Zálužice nach Ortsteilen

### Zálužice(Saluschitz)
| Lage                  | Objekt           | Beschreibung                        | ÚSKP-Nr.                  | Bild             |
| --------------------- | ---------------- | ----------------------------------- | ------------------------- | ---------------- |
| Zálužice 7 (Standort) | Bauernhaus Nr. 7 | Bauerngehöft, ohne Speicher und Tor | 43310/5-1494 Info Katalog | Bauernhaus Nr. 7 |

### Rybňany(Ribnian)
| Lage                                                | Objekt                         | Beschreibung | ÚSKP-Nr.                  | Bild                   |
| --------------------------------------------------- | ------------------------------ | --- | ------------------------- | ---------------------- |
| Rybňany, im Ort (Standort)                          | Statue des hl. Florian         | Statue des hl. Florian (1717), Sockel steht vor Ort, Statue im Depot (Haus Nr. 7) | 53887/5-1496 Info Katalog | Statue des hl. Florian |
| Rybňany, nordwestlich vom Wirtschaftshof (Standort) | Statue der hl. Barbara         | Statue der hl. Barbara (1719) | 43789/5-3536 Info Katalog | Statue der hl. Barbara |
| Rybňany 7 (Standort)                                | Landwirtschaftlicher Hof Nr. 7 | Landwirtschaftlicher Hof. Das Gehöft besteht aus Wohn- und Wirtschaftsgebäuden, deren Fläche dominierend in der städtebaulichen Struktur des Dorfes ist. Die Gebäude sind quadratisch angeordnet. Ursprünglich eine Veste, 1804 im Barockstil umgestaltet und zu Beginn des 20. Jh. infolge eines Brandes umgebaut. - Haus. Das Wohngebäude auf rechteckigem Grundriss mit einem Krüppelwalmdach. Über dem Gesims wurde ein Halbgeschoss angesetzt, das zusammen mit den Giebeln in Fachwerk ausgeführt ist. Die Längsfassade zum Hof ist zu 2/3 als Pawlatschenbau ausgeführt. - Kutscherhaus. Das barocke Wohnhaus ist ein eingeschossiger Bau auf rechteckigem Grundriss mit Satteldach, ergänzt durch ein Dachgaupenpaar. Die Längsfassade zum Innenhof wird durch eine Blendarkade aus vier Jochen gegliedert. - Scheune. Die Scheune grenzt an das Kutscherhaus. Die Längsfassade ist durch ein Portalpaar mit Schiebetüren gegliedert. Das Wirtschaftsgebäude mit Satteldach ist als eingeschossiger Bau auf rechteckigen Grundriss ausgeführt. - Hopfentrockner im englischen Stil. Der später in einen Hopfentrockner englischer Bauart umgebaute Silageturm, die sogenannte Hopfendarre, besitzt eine quadratische Grundfläche, auf der sich ein zylindrischer Aufbau anschließt, der in einen Kegel übergeht. - Getreidespeicher. Der Getreidespeicher ist ein Gebäude zwischen zwei Hopfendarren, auf rechteckigem Grundriss mit Satteldach, Ochsenaugen und kleinen horizontal ausgerichteten Fenstern. - Scheunen. Die rechteckige Scheune mit Zwischengeschoss im Dachgeschoss war ursprünglich mit einem kombinierten Dach gedeckt. Rechtwinklig schließt sich das Stallgebäude mit Getreidespeicher an. Der Großteil des Gebäudes ist nur noch als Umfassungsmauer ohne Dach erhalten. Die zweite Scheune im Südosten ist vollständig verschwunden. - Stallungen mit Getreidespeicher. Das Wirtschaftsgebäude ist einstöckig auf rechteckigem Grundriss, mit einem Satteldach ausgeführt. Der barocke Bau weist im Erdgeschoss regelmäßig gegliederte Fassaden mit Segmentbogenfenstern und im Obergeschoss jeweils mit Schlitzöffnungen auf. - Taubenhaus. Im Hof befindet sich ein kleines Gebäude in Form eines Taubenschlags auf gemauertem Sockel sowie einer Holzkonstruktion des Taubenschlags in Form eines dreistöckigen Hauses. | 43617/5-1495 Info Katalog | weitere Bilder         |
| Rybňany, an der Eger (Standort)                     | Wallburg Rybňany               | Befestigte Wohnsiedlung, archäologische Spuren | 42911/5-1497 Info Katalog | Wallburg Rybňany       |

### Stekník(Steknitz)
| Lage                                         | Objekt                                                                                    | Beschreibung | ÚSKP-Nr.                  | Bild                        |
| -------------------------------------------- | ----------------------------------------------------------------------------------------- | --- | ------------------------- | --------------------------- |
| Stekník 1, 2 (Standort)                      | Schloss Stekník                                                                           | Rokokoschloss Steknitz. Das Schlossgelände besteht aus einer Reihe von Wohn- und Wirtschaftsgebäuden, Skulpturen, Gartenanlagen und Einfriedungen. Der ursprünglich um 1681 erbaute Adelssitz wurde in der zweiten Hälfte des 18. Jh. im Stil des Rokoko umgebaut. Auch zwei Phasen barocker Umbauten sind erkennbar. - Schloss (Nr. 1). Das Hauptgebäude, ein Rokoko-Wohnhaus, besteht aus zwei Flügeln. Die eingeschossige Trakte sind auf rechteckigen Grundrissen mit Mansarddächern gedeckt. Die Fassaden sind regelmäßig durch Fenster und Pilaster gegliedert. Die Umgebung der Fenster ist reich mit Stuck verziert. - Brunnen I, im Innenhof des Schlosses. Der Steinbrunnen hat einen rechteckigen Grundriss mit abgerundeten Ecken. Im Inneren befindet sich in der Mitte eine dekorative Vase auf einem Doppelsockel. Der obere Teil des Sockels wird durch einen Tierkopf mit einem Wasserspeier im Maul vervollständigt. - Tor I. Rokokoportal mit plastisch geformter Vormauer. Das symmetrische Tor besteht aus zwei Pfeilern, zwischen denen sich der Eingang mit gewölbtem Sturz befindet. Die mit Löwenskulpturen bekrönten Säulen sind mit zwei Pilastern verziert. - Tor II. Der nördliche Zugang zum Areal wird durch ein Rokoko-Tor begrenzt. Das symmetrische Portal besteht aus zwei Säulen, zwischen denen sich ein Eingang mit gewölbtem Sturz befindet, der in einem Tympanon endet. Säulen mit Vasenskulpturen schmücken die Pilaster. - Einfriedungsmauer und Zaun. Die hohe Steinmauer ist durch eine Überdachung geschützt, Teile sind verputzt und mit Pfeilern erweitert. Die Umzäunung besteht aus einem verputzten Sockel mit Pfeilern, zwischen denen sich Bretterfelder befinden. - Steinerne Terrassenmauer, die das Gelände zwischen der höheren Ebene des Gartens und dem unteren Garten ebnet. - Terrassen mit Treppen und skulpturaler Dekoration. Die Landschaftsgestaltung auf der Süd- und Westseite des Hügels besteht aus Terrassen mit Treppen und skulpturaler Verzierung. Die Terrassen greifen die Linienführung der Längsflügel des Schlosses auf und bilden so Streifen für Gärten mit bis zu sechs Höhenebenen, die durch eine dekorative Treppe in der Mitte verbunden sind. - Brunnen II. ehemals mit Neptunstatue. In das Gelände ist ein Steinbrunnen auf dem Grundriss eines gotischen Vierpasses eingelassen. Im Inneren befindet sich in der Mitte ein Sockel, auf dem ursprünglich eine Neptunstatue mit einem Delfin stand. - Tor III. Nördlich von zwei identischen gegenüberliegenden Toren zu den Gärten. - Tor IV. Südlich von zwei identischen gegenüberliegenden Toren zu den Gärten. - Haus (Nr. 2). Das Wohnhaus liegt unter einem Felsvorsprung am Rande des Geländes. Es handelt sich um ein einstöckiges Gebäude mit rechteckigen Grundriss und einem Satteldach mit Halbwalm. - Torso eines Gewächshauses mit Heizung auf der Südterrasse des Gartens. Das Gewächshaus wurde vor 1989 abgerissen, sein gemauerter Teil und der quadratische Heizkörper auf der Westseite blieben erhalten. - Gartenhaus. Ein schlichter Backsteinbau auf rechteckigem Grundriss wird von einem einfachen Satteldach bedeckt. Das Haus liegt in einem abgelegenen Teil der Anlage. Heute beherbergt es eine Sanitäranlage mit zwei symmetrischen Eingängen. - Statue des hl. Florian von 1765, barocker Sandstein, auf Doppelsockel. - Statue des hl. Johannes des Täufers von 1767, barocker Sandstein, auf geformtem Sockel mit einem Puttenpaar. - Statue des hl. Johannes von Nepomuk von 1778, barocker Sandstein auf Sockel mit Voluten, wobei der Kopf fehlt. - Marienstatue von 1766, barocker Sandstein auf geformtem Sockel mit Wappenrelief und mit einem Puttenpaar, die Jungfrau Maria auf einer Weltkugel stehend. - Südlicher Garten unter den Terrassen, dazu gehört das Gartenhaus. - Südwestgarten unter den Terrassen, Teil des dreieckigen Grundstücks vor dem Südwesttor. - Westlicher Terrassen-Garten. - Südwestgarten auf der oberen Terrasse unmittelbar vor der West- und Südfassade des Schlosses mit einem L-förmigen Grundriss. - Nordwestgarten mit einem unregelmäßigen, annähernd dreieckigen Grundriss. Er liegt im Norden des Geländes unter der Terrassenmauer. - Nordgarten, im nördlichen Teil des Geländes oberhalb der Terrassenmauer, nahe dem Nordgiebel des Nordflügels des Schlosses. Die Terrasse ist überwiegend mit Obstbäumen sowie Gruppen und Einzelbäumen von Zierbäumen bepflanzt. - Straße, asphaltiert, kleines trapezförmiges Grundstück, trichterförmiger Bereich, vor dem nördlichen Tor. | 42664/5-1498 Info Katalog | weitere Bilder              |
| Stekník, am südöstlichen Ortsrand (Standort) | Speicher                                                                                  | Getreidespeicher (oder Schüttboden), später Hopfendarre. Der Komplex bestand aus zwei hintereinander liegenden Wirtschaftsgebäuden, einem Getreidespeicher und einer Scheune. Die Scheune ist in den 1980er Jahren abgerissen worden. * Getreidespeicher: Das Speichergebäude stammt aus der zweiten Hälfte des 18. Jh., der barocke Bau ist zweigeschossig auf länglichem Grundriss. Er ist mit einem Mansarddach gedeckt, dessen Oberkante durch einen Bogen mit Knick gebildet wird. Die Fassaden sind regelmäßig durch Öffnungen gegliedert. - Scheune: Die Scheune wurde aus Bruchsteinen, ohne Putz, gebaut. Die Längsfassade war durch zwei große Öffnungen für Schiebetüren durchbrochen, in allen vier Wänden befanden sich Schlitzöffnungen zur Belüftung. | 43573/5-1504 Info Katalog | Speicher                    |
| Stekník 9, 10, 11 (Standort)                 | Bauernhaus Nr. 9, 10 und 11                                                               | Bauerngehöft in Stekník, jetzt Chmelařský institut, s.r.o. Das Gehöft aus der zweiten Hälfte des 18. Jh. liegt auf der Ostseite des Dorfes und besteht aus mehreren einzelnen Wohn- und Wirtschaftsgebäuden. Das Gehöft wird durch Fragmente der Umfassungsmauer mit drei Toren begrenzt. - Haus Nr. 9. Das barocke Wohn- und Geschäftshaus steht auf einem T-förmigen Grundriss. Der Trakt senkrecht zum Dorf ist eingeschossig und mit einem Satteldach mit Krüppelwalm gedeckt. An den Hofteil wurde ein niedrigerer Erdgeschossflügel angebaut, der ebenfalls mit einem Satteldach mit Halbwalm gedeckt ist. - Haus Nr. 10. Das Wohnhaus ist senkrecht zum Dorf ausgerichtet. Das alleinstehende eingeschossige Gebäude ist auf einem rechteckigen Grundriss errichtet und mit einem Walmdach gedeckt. Die Flächen der Fassaden sind regelmäßig durch Fensteröffnungen gegliedert und mit Lisenerahmen verziert. ehemaliges - Haus Nr. 11. Das Wohn- und Geschäftshaus liegt in Ortsnähe. Das alleinstehende, erdgeschossige Gebäude ist auf einem trapezförmigen Grundriss errichtet und mit einem Satteldach gedeckt. Der Charakter des Hauses wird durch die größere Überlappung der Giebel und die Holzkonstruktion der Stütze des Dachüberstandes bestimmt. - Scheune, Das Wirtschaftsgebäude der Scheune ist auf einem rechteckigen Grundriss im Hofteil des Geländes errichtet. Das eingeschossige Gebäude ist mit einem Satteldach gedeckt. Die Längsfassade zum Hof ist regelmäßig durch einen durch Stauchbögen überwölbten Blendarkaden gegliedert. stabil. - Pferdestall. Das barocke Ökonomiegebäude des Pferdestalls ist ein Solitärbau im Hofteil des Areals. Der Grundkörper ist ein Erdgeschoss mit rechteckigem Grundriss und einem kombinierten Dach. Der Charakter wird durch den Fachwerküberbau über einem Teil des Daches und die mit Verblendziegeln verkleideten Fenster bestimmt. - Kuhstall. Das barocke Wirtschaftsgebäude des Kuhstalls ist ein Solitär im Hofteil des Areals. Das aus drei Teilen verbundene erdgeschossige Gebäude hat einen langgestreckten Grundriss und ein überwiegend Satteldach. Der Charakter des Objekts wird durch die Schilde bestimmt, deren Oberkante durch eine Kurve mit Knick definiert wird. - Einfriedungsmauer mit Tor I. Das Tor liegt im Dorf. Dabei handelt es sich um einen Abschnitt der Umfassungsmauer, der von einem Portal mit Sturz in Form eines zusammengedrückten Bogens durchquert wird. Das Tor ist durch Zierleisten abgegrenzt. Die Mauerkrone hat die Form einer Kurve. Der Eingang ist mit Doppeltüren ausgestattet. - Einfriedungsmauer mit Tor II. Das barocke Tor bildet den Haupteingang zum Areal und ist Teil der Umfassungsmauer. Das symmetrische Stufenportal hat drei Achsen (Durchfahrt, Tor, Blindfeld) mit Rundbogenstürzen. Die Mauerkrone besteht aus Rundungen. Das höchste Segment wird durch ein Gesims mit skulpturaler Verzierung hervorgehoben. - Einfriedungsmauer mit Tor III. Das barocke Tor ist dem Dorf zugewandt. Der Abschnitt der Umfassungsmauer wird von einem Portal durchquert, das von einem zusammengedrückten Bogen überwölbt ist. Die gestufte Mauerwerkskrone besteht aus Kurventeilen mit Biegungen. Die axiale Komposition gipfelt in einem Bogen in Form einer Vase. Der Eingang ist mit Doppeltüren ausgestattet. - Umfassungsmauer. Die lineare Struktur der Umfassungsmauer ist auf der Nordseite des Hofes nur teilweise erhalten. Die Mauer ist Teil der Fläche und definiert deren Grenze. Die verputzte Mauerwerkskonstruktion besteht aus mehreren Segmenten. Die Mauerkrone wird durch Dachziegel geschützt. | 43620/5-1499 Info Katalog | Bauernhaus Nr. 9, 10 und 11 |
| Stekník 19 (Standort)                        | Bauernhaus Nr. 19                                                                         | Bauerngehöft. Das Anwesen Nr. 19 liegt auf der südwestlichen Seite des Dorfes. Das Gehöft besteht aus Wirtschafts- und Wohngebäuden, die um den Hof herum gebaut sind, der auf der Ostseite zum Dorf hin durch ein Tor verschlossen ist. | 106859 Info Katalog       | Bauernhaus Nr. 19           |
| Stekník 20 (Standort)                        | Bauernhaus Nr. 20                                                                         | Bauerngehöft. Das Anwesen Nr. 20 liegt auf der südwestlichen Seite des Dorfes. Das Gehöft besteht aus Wirtschafts- und Wohngebäuden, die rund um den Hof herum gebaut sind und auf der Ostseite zum Dorf hin durch ein Tor mit einem Tor verschlossen sind. | 106961 Info Katalog       | Bauernhaus Nr. 20           |
| Stekník 22 (Standort)                        | Bauernhaus Nr. 22                                                                         | Das Bauerngehöft Nr. 22 liegt auf der nordwestlichen Seite des Dorfes und besteht aus Wirtschafts- und Wohngebäuden, die den Hof umgeben, der nach Südosten zum Dorf hin durch ein Tor verschlossen ist. Das Bauerngehöft ist am Ende des 18. Jh. entstanden, seine heutige Form stammt aus dem 20. Jh. - Das einstöckige Haus des Anwesens befindet sich auf der nordöstlichen Seite des Geländes gegenüber dem Haupttor und stammt vom Ende des 18. Jh. Der Dachboden des Wohngebäudes zeigt die ältere Bauart einer Hopfendarre, bei der zur Trocknung ausschließlich natürliche Luftströme genutzt wurden. - Der rechteckige Bau einer Scheune mit segmentbogenförmigem Eingang stammt vom Ende des 18. Jh. Das Wirtschaftsgebäude befindet sich am südöstlichen Rand des Hofes. - Das klassizistische Hoftor mit glatter Bossierung ist mit einem dreieckigen Schild mit Tannenzapfen in einer Rocaille-Schale versehen. Das Tor ist mit einer rauverputzten gemauerten Einfriedungsmauer verbunden. | 106760 Info Katalog       | weitere Bilder              |
| Stekník 23 (Standort)                        | Bauernhaus Nr. 23                                                                         | Das Bauerngehöft liegt auf der Nordwestseite des Dorfes und grenzt an die Mauer des benachbarten Hauses Nr. 22. Das Gehöft besteht aus Wirtschafts- und Wohngebäuden, die den Hof umgeben, der nach Südosten zum Dorf hin durch ein Tor verschlossen ist. - Bauernhaus. Der eingeschossige Backsteinbau hat einen dreiteiligen Grundriss und ist mit seiner zweiachsigen Giebelfassade zum Dorf hin ausgerichtet. Die Fassade wird durch einen mit Ziegeln verkleideten Steinsockel, ein glattes Gesimsband und ein profiliertes Scheitelgesims gegliedert. - Auszugshaus Nr. 35. Der dreiteilige Backsteinbau mit Satteldach ist auf einem rechteckigen dreiteiligen Grundriss errichtet und grenzt mit seiner südöstlichen Giebelfassade an das Haus Nr. 23 - Hopfendarre, an der Südwestfassade als Backsteinbau unter einem mit Wellblech gedeckten Satteldach angebaut. Der Innenraum des Trockners ist vom Wirtschaftsteil des Hauses Nr. 35 aus zugänglich. - Schuppen, mit Satteldach in der nördlichen Ecke des Areals mit segmentbogenförmigem Eingang ohne Tür. - Scheune. Backsteinbau, der an die südwestliche Giebelfassade anschließt und mit einem mit Satteldach versehen ist. - Tor und Pforte. Das Tor wird durch zwei Ziegelpfeiler mit Satteldach begrenzt und mit zweiflügeligen Schiebetoren ausgestattet. Rechts vom Eingang befindet sich eine Pforte. Denkmalzone Stekník, UNESCO-Weltkulturerbe. | 106722 Info Katalog       | weitere Bilder              |
| Stekník 26 (Standort)                        | Bauernhaus Nr. 26                                                                         | Eingeschossiges Bauernhaus, erbaut zwischen der zweiten Hälfte des 18. Jh. und dem Beginn des 19. Jh. Der Hauptkörper auf rechteckigem Grundriss mit Satteldach wird durch einen Hofanbau ergänzt. Das barocke Haus hat einen Giebel, dessen Oberkante geschwungen ist. | 43370/5-1502 Info Katalog | Bauernhaus Nr. 26           |
| Stekník 27 (Standort)                        | Bauernhaus Nr. 27                                                                         | Bauernhaus, aus der zweiten Hälfte des 18. und Anfang des 19. Jh. Das Erdgeschoss ist auf einem rechteckigen Grundriss errichtet und mit einem Satteldach mit Ochsenaugen gedeckt. Der barocke Charakter wird durch die Giebel verstärkt, dessen Oberkante geschwungen ist. | 42361/5-1503 Info Katalog | Bauernhaus Nr. 27           |
| Stekník (Standort)                           | Dörfliche Denkmalzone Steknitz (Stekník - vestnická památková zóna)                       | Das Gebiet umfasst den historischen Kern des Ortes und seiner Umgebung. Die erste schriftliche Erwähnung des Dorfes stammt aus dem Jahr 1389. Die Gebäude des Dorfes stellen einen wertvollen Bestand an erhaltener Volksarchitektur dar. | 2327 Info Katalog         | weitere Bilder              |
| Stekník (Standort)                           | Saazer Hopfenland – Denkmalzone in Steknitz (Žatecká chmelařská krajina - památková zóna) | Hauptanbaugebiet des Saazer Hopfens in den Ortsteilen Stekník und Trnovan. Denkmalzone Stekník, UNESCO-Weltkulturerbe. | 2498 Info Katalog         | weitere Bilder              |